# Ferrovia Coira-Arosa
La ferrovia Coira-Arosa è una linea ferroviaria a scartamento metrico e trazione elettrica del Cantone dei Grigioni, in Svizzera, esercita dalla Ferrovia Retica

## Storia
La ferrovia tra Coira e Arosa, di 26 km, iniziò ad essere costruita nel 1912 e venne inaugurata il 12 dicembre 1914. Venne esercita inizialmente con un sistema di alimentazione diverso da altre linee vicine, 2.400 volt a corrente continua. Nel 1942 (con effetto retroattivo al 31 dicembre 1941) venne incorporata nella Ferrovia Retica. Nel 1997 venne convertita alla trazione elettrica a corrente alternata monofase a 11  kV e frequenza di 16.7 Hz per motivi di unificazione con altre linee della Retica.

## Caratteristiche
La linea è a binario unico per tutto il percorso e a scartamento ridotto di 1000 mm. È a trazione elettrica sin dalle origini ma fino al 1997 era elettrificato a corrente continua a 2.400 volt. Successivamente è entrata in funzione la nuova linea elettrica a corrente alternata monofase a tensione di 11  kV alla frequenza di 16,7 Hz.

## Percorso

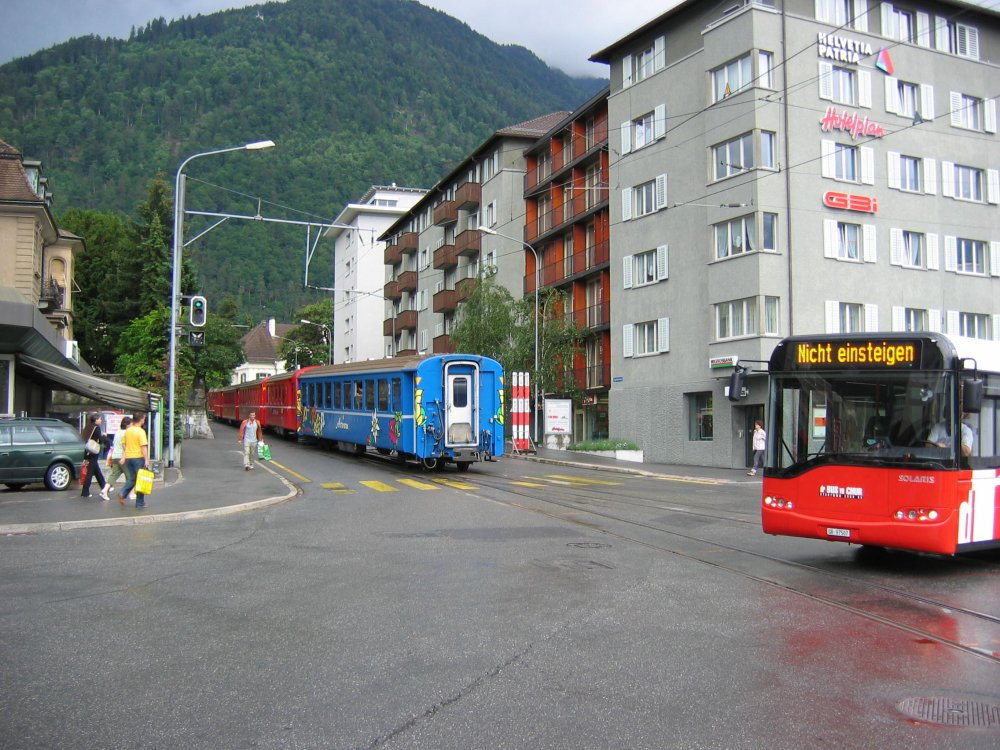
L'attraversamento urbano di Coira

| Continuation backward | Continuation backward |  |

| Unknown route-map component "ABZg2" | Straight track + Unknown route-map component "STRc3" |  |

| Unknown route-map component "STR+c1" | Unknown route-map component "KRZ2+4" | Unknown route-map component "ENDEa" + Unknown route-map component "STRc3" |

| Straight track | Unknown route-map component "STR+c1" | Unknown route-map component "ABZg+4" |

| Unknown route-map component "BHF-L" + Unknown route-map component "HUBaq" | Unknown route-map component "BHF-R" + Unknown route-map component "HUBq" | Station on track + Unknown route-map component "HUBeq" |

| Unknown route-map component "KRWg+l" | Unknown route-map component "STRc2" + Unknown route-map component "KRWr" | Unknown route-map component "STR3" |

| Unknown route-map component "CONTr+g" | Unknown route-map component "HST+1" | Unknown route-map component "STRc4" |

|  | Unknown route-map component "ABZg+l" | Unknown route-map component "KDSTeq" |

| Non-passenger station/depot on track |

| Station on track |

| Station on track |

| Station on track |

| Unknown route-map component "hSTRae" |

| Station on track |

| Unknown route-map component "hKRZWae" |

| Station on track |

| Non-passenger station/depot on track |

| End station |